# Remedios (Colombia)
Remedios è un comune della Colombia facente parte del dipartimento di Antioquia.
Il centro abitato venne fondato da Francisco Martínez de Ospina nel 1560, mentre l'istituzione del comune è del 1840.